# The Address Downtown Dubai
The Address Downtown Dubai, wcześniej zwany The Address Downtown Burj Dubai, (arab. ‏العنوان‎) – wieżowiec w Dubaju, którego wysokość całkowita wynosi 302 m.

## Galeria

The Address Downtown Dubai
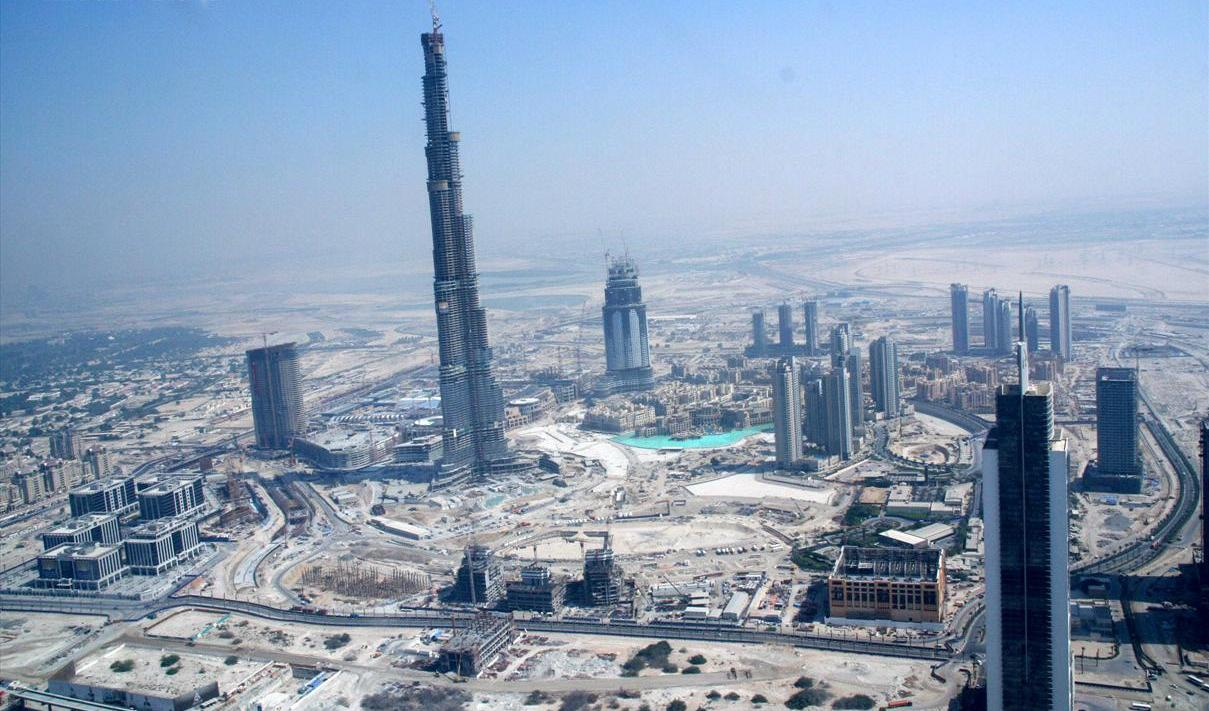
W trakcie budowy, 2007
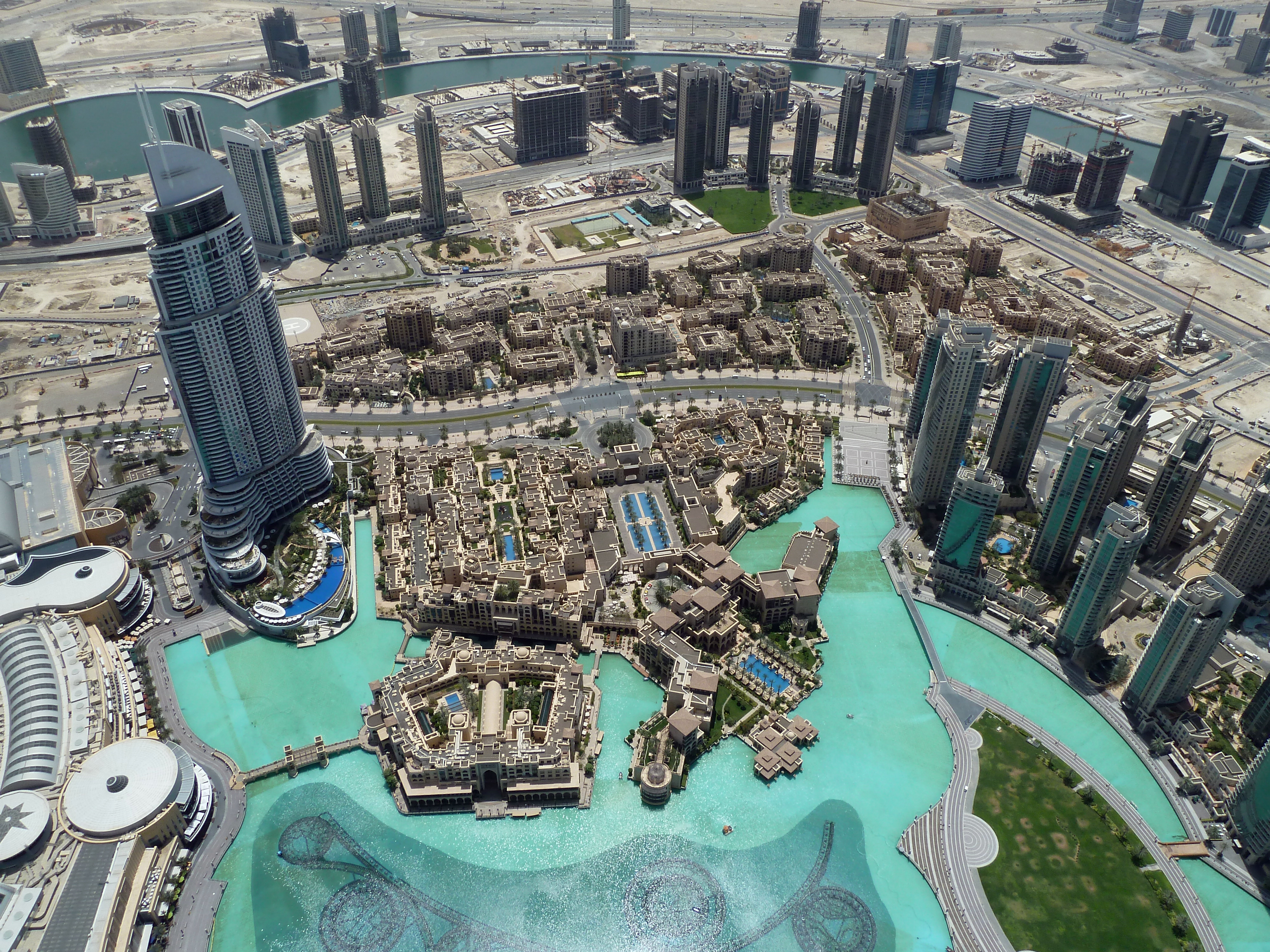
Widziany z Burdż Chalifa, na tle innych wysokościowców, 2013
Widziany ze 124 piętra Burdż Chalifa, na tle innych wysokościowców, 2015
2015
Na tle zatoki, 2015